# Arnold Wetl
Arnold Wetl est un footballeur autrichien né le 2 février 1970 à Eibiswald, qui évoluait au poste de milieu de terrain au SK Sturm Graz et en équipe d'Autriche.
Wetl a marqué quatre buts lors de ses vingt-et-une sélections avec l'équipe d'Autriche entre 1991 et 1999.

## Carrière
- 1988-1996 : SK Sturm Graz
- 1996-1997 : FC Porto
- 1997-2001 : Rapid Vienne
- 2001-2004 : SK Sturm Graz
- 2004-2006 : FC Gratkorn

## Palmarès

### En équipe nationale
- 21 sélections et 4 buts avec l'équipe d'Autriche entre 1991 et 1999.

### Avec le Sturm Graz
- Vainqueur de la Coupe d'Autriche de football en 1996.

### Avec le FC Porto
- Vainqueur du Championnat du Portugal de football en 1997.